# 双龙街道 (宣威市)
双龙街道，是中华人民共和国云南省曲靖市宣威市下辖的一个乡镇级行政单位。

## 行政区划
双龙街道下辖以下地区：
泰安社区、开源社区、双龙社区、楚圣社区、黉街社区、双圩社区和龙华社区。